# George DiCarlo
George Thomas DiCarlo, född 13 juli 1963 i Saint Petersburg i Florida, är en amerikansk före detta simmare.
DiCarlo blev olympisk guldmedaljör på 400 meter frisim vid sommarspelen 1984 i Los Angeles.